# هربان
هربان (به انگلیسی: Harban) یک منطقهٔ مسکونی در پاکستان است که در خیبر پختونخوا واقع شده‌است.